# Forcipomyia kaltenbachi
Forcipomyia kaltenbachi är en tvåvingeart som först beskrevs av Johannes Winnertz 1852.  Forcipomyia kaltenbachi ingår i släktet Forcipomyia, och familjen svidknott. Arten har ej påträffats i Sverige.